# Frédéric-Samuel Schmidt de Rossan
Frédéric-Samuel Schmidt de Rossan, né à Berne en 1737 et mort à Francfort-sur-le-Main en 1796, est un érudit suisse.
Admis au ministère évangélique en 1761, Schmidt abandonna promptement la théologie pour s’adonner à l’étude des antiquités.
Nommé, en 1762, professeur honoraire d’antiquités à Bâle, il fut, en 1765, mandé à Karlsruhe avec le titre de directeur de la bibliothèque du margrave. Il finit par s’établir à Francfort-sur-le-Main où il exerça diverses missions diplomatiques.
On lui doit, entre autres écrits :
- Dissertation sur une colonie égyptienne établie aux Indes, Berne, 1759 ;
- Recueil d’antiquités trouvée à Avenche, à Culm et en d’autres  lieux de la Suisse, Berne, 1760, in-4° ;
- Opuscula quibus res antiquæ, præcipue ægyptiacæ, explanantur, Karlsruhe, 1765, in-8° ;
- De sacerdotibus et Sacrificiis Ægyptiorum, 1768, in-8°.

Le Supplément à l’Encyclopédie de Diderot lui doit l’article Copte.
Schmidt était correspondant étranger de l’Académie des Inscriptions.

## Sources
- Pierre Larousse, Grand Dictionnaire universel du XIXe siècle, vol. 14, Paris, Administration du grand Dictionnaire universel, p. 364.